# Панахаики
«Панахаики» — греческий футбольный клуб из города Патры. Основан в 1891 году, выступает в Греческой Суперлиге 2. Клуб дважды доходил до полуфинала Кубка Греции (1979, 1997), а также десять раз — до четвертьфинала. Кроме того, он был первым греческим клубом за пределами Афин (в том числе Пирея) и Салоников, представлявшим Грецию в еврокубках.
Футбольный клуб «Панахаики» является частью одноимённого мульти-спортивного клуба. В 1979 году футбольная секция стала независимой и получила профессиональный статус. С момента первого официального матча клуба в 1899 году он сменил много стадионов, сейчас команда в основном выступает на стадионе Костаса Давоурлиса, но некоторые матчи проводит на стадионе «Пампелопоннисиако».

## История
История «Панахаики» началась в 1891 году, когда был основан Пан-ахейский гимнастический клуб. В 1894 году бывшие члены Пан-ахейского клуба основали спортивный клуб Гимнастическая Компания Патры. В 1923 году оба клуба пришли к соглашению и решили объединиться.
Футбольная секция была основана в 1899 году британцем Артуром Морфи, и в том же году футбольная команда «Панахаики» сыграла свой первый товарищеский матч против команды британских моряков (победа 4:2). В течение следующих лет первыми игроками футбольной команды были спортсмены из других секций клуба, представители британского сообщества Патр и итальянские эмигранты.
«Панахаики» взошёл на пик своей славы в начале-середине 1970-х годов, когда команда во главе с Костасом Давоурлисом завоевала право принять участие в Кубке УЕФА 1973/74. В первом раунде был обыгран австрийский ГАК, но в следующем туре команду обыграл голландский «Твенте». В сезоне 1974/75 главным тренером клуба был назначен бывший наставник «Манчестер Юнайтед» Уилф Макгиннесс, он провёл у руля команды 18 месяцев.

## Стадион
Команда является владельцем стадиона Костаса Давоурлиса, который вмещает 11321 зрителя. «Панахаики» также использует стадион «Пампелопоннисиако», вместимость которого составляет 23588 человек.

## Достижения

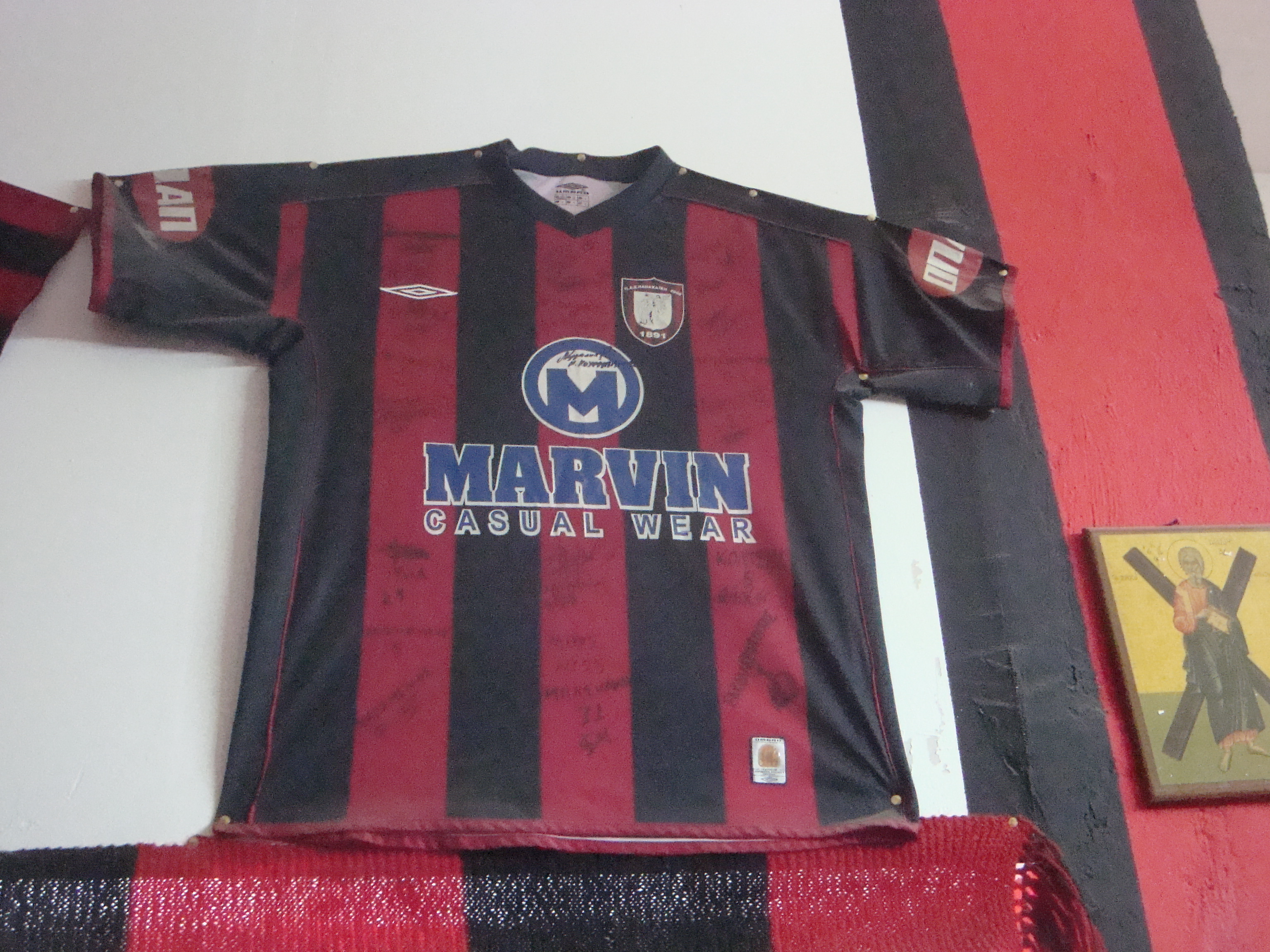
Футболка команды

### Греция
- Греческая футбольная лига (6): 1964, 1969, 1971, 1982, 1984, 1987
- Вторая греческая лига (1): 2011
- Кубок Греции (полуфинал): 1979, 1997

### Европа
- Кубок УЕФА (2-й раунд): 1973/74
- Кубок Интертото (групповой этап): 1997/98